# Dichaetomyia caucasica
Dichaetomyia caucasica este o specie de muște din genul Dichaetomyia, familia Muscidae, descrisă de Adrian C. Pont în anul 1966. Conform Catalogue of Life specia Dichaetomyia caucasica nu are subspecii cunoscute.